# Donald Petersen
Donald Eugene Petersen (Pipestone, Minnesota; 4 de septiembre de 1926-Bloomfield Hills, Míchigan; 24 de abril de 2024) fue un empresario estadounidense que fue empleado de Ford Motor Company por más de cuarenta años, donde fue jefe de oficina ejecutiva durante 1985 a 1990.

## Primeros años
Sirvió en el Cuerpo de Marines de los Estados Unidos durante la Segunda Guerra Mundial y la guerra de Corea. Recibió su Bachiller en Ciencias y Máster en Ingeniería en la Universidad de Washington en 1946. Fue miembro de la fraternidad Beta Theta Pi.

## Carrera en Ford
Se unió a Ford en 1949 después de recibir su MBA de la Escuela de Graduados en Negocios de Stanford. Antes de su elección como presidente,fue presidente y director de operaciones (director de operaciones) desde el 13 de marzo de 1980. Fue miembro del directorio desde el 8 de septiembre de 1977, hasta su retiro en febrero de 1990.
Donald E. Petersen renunció como presidente y se convirtió en presidente de la junta directiva y director ejecutivo de Ford Motor Company el 1 de febrero de 1985.
La relación de Petersen con los miembros de la familia fundadora Ford se volvió tensa después de que se opuso a la nominación de los bisnietos del fundador Henry Ford, Edsel Ford II y Billy Ford Jr. a ciertos comités de la junta directiva de Ford a raíz de la muerte del patriarca de la familia y expresidente y director ejecutivo de Ford, Henry Ford II, en 1987. La principal motivación de Petersen era dejar pasar más tiempo antes de tomar una decisión. sobre el futuro de los dos jóvenes Ford. La ampliación de este cisma interrumpió posteriormente el mandato de Petersen en Ford, después de que un desacuerdo público y de alto perfil se extendiera a la prensa sobre las diferencias en la dirección estratégica entre Petersen y los miembros de la familia Ford.

## Vida personal
Petersen fue miembro del Consejo Empresarial, la Academia Nacional de Ingeniería, SAE, la Sociedad de Ingeniería de Detroit y Mensa.
Petersen y su esposa, Jo Anne, residían en Bloomfield Hills, Míchigan; Seattle, Washington; y Montecito, California. Tuvieron dos hijos, Leslie Price (nacida en 1956) y Donald II (nacido en 1958).
Donald Petersen murió en Bloomfield Hills, Míchigan, el 24 de abril de 2024, a la edad de 97 años.